# Pietro di Morra
Pietro di Mor(r)a     (né  à Morra, en Campanie, Italie, et mort vers  1206  à Rome) est un cardinal italien   du XIIIe siècle. Il est un parent du pape Grégoire VIII.

## Biographie
Le pape Innocent III le crée cardinal lors du consistoire de  1205. Le cardinal di Morra est légat en France, pour rétablir la paix entre les rois Philippe-Auguste et Richard Cœur de Lion et preside un conseil à  Montpellier contre les Albigeois. Di Morra est aussi légat à Aragón et  à  Tolède.